# USS Grouper (SS-214)
USS Grouper (SS/SSK/AGSS-214) là một tàu ngầm lớp Gato từng phục vụ cùng Hải quân Hoa Kỳ trong Chiến tranh Thế giới thứ hai. Nó là chiếc tàu chiến duy nhất của Hải quân Hoa Kỳ được đặt cái tên này, theo tên một loài cá mú. Nó đã phục vụ trong suốt Thế chiến II, thực hiện tổng cộng mười hai chuyến tuần tra, đánh chìm bốn tàu Nhật Bản với tổng tải trọng 17.983 tấn. Con tàu tiếp tục phục vụ trong giai đoạn Chiến tranh Lạnh được xếp lại lớp như tàu tìm-diệt tàu ngầm SSK-214 năm 1951, rồi như một tàu ngầm nghiên cứu AGSS-214 vào năm 1958. Con tàu cuối cùng ngừng hoạt động vào năm 1968 và bị bán để tháo dỡ vào năm 1970. Grouper được tặng thưởng mười Ngôi sao Chiến trận do thành tích phục vụ trong Thế Chiến II.

## Thiết kế và chế tạo
Lớp tàu ngầm Gato được thiết kế cho mục đích một tàu ngầm hạm đội nhằm có tốc độ trên mặt nước cao, tầm hoạt động xa và vũ khí mạnh để tháp tùng hạm đội chiến trận. Con tàu dài 311 ft 9 in (95,02 m) và có trọng lượng choán nước 1.525 tấn Anh (1.549 t) khi nổi và 2.424 tấn Anh (2.463 t) khi lặn. Chúng trang bị động cơ diesel dẫn động máy phát điện để cung cấp điện năng cho bốn động cơ điện, đạt được công suất 5.400 shp (4.000 kW) khi nổi và 2.740 shp (2.040 kW) khi lặn, cho phép đạt tốc độ tối đa 21 hải lý trên giờ (39 km/h) và 9 hải lý trên giờ (17 km/h) tương ứng. Tầm xa hoạt động là 11.000 hải lý (20.000 km) khi đi trên mặt nước ở tốc độ 10 hải lý trên giờ (19 km/h) và có thể hoạt động kéo dài đến 75 ngày và lặn được sâu tối đa 300 ft (90 m).
Lớp tàu ngầm Gato được trang bị mười ống phóng ngư lôi 21 in (530 mm), gồm sáu ống trước mũi và bốn ống phía phía đuôi tàu, chúng mang theo tối đa 24 quả ngư lôi. Vũ khí trên boong tàu gồm một hải pháo 3 inch/50 caliber, và thường được tăng cường một khẩu pháo phòng không Bofors 40 mm nòng đơn và một khẩu đội Oerlikon 20 mm nòng đôi, kèm theo súng máy .50 caliber và .30 caliber. Tiện nghi cho thủy thủ đoàn bao gồm điều hòa không khí, thực phẩm trữ lạnh, máy lọc nước, máy giặt và giường ngủ cho hầu hết mọi người, giúp họ chịu đựng cái nóng nhiệt đới tại Thái Bình Dương cùng những chuyến tuần tra kéo dài đến hai tháng rưỡi.
Grouper được đặt lườn tại xưởng tàu của hãng Electric Boat Company ở Groton, Connecticut vào ngày 28 tháng 12, 1940. Nó được hạ thủy vào ngày 27 tháng 10, 1941, được đỡ đầu bởi bà Albert F. Church, phu nhân Đô đốc Albert T. Church I, và được cho nhập biên chế cùng Hải quân Hoa Kỳ tại Căn cứ Tàu ngầm Hải quân New London ở New London, Connecticut vào ngày 12 tháng 2,  1942 dưới quyền chỉ huy của Hạm trưởng, Thiếu tá Hải quân C. E. Duke.

## Lịch sử hoạt động

### 1942

#### Chuyến tuần tra thứ nhất
Sau khi hoàn tất chuyến đi chạy thử máy huấn luyện tại khu vực eo biển Long Island, Grouper được điều động sang khu vực Mặt trận Thái Bình Dương, và lên đường vào ngày 30 tháng 3, 1942 để đi sang Trân Châu Cảng. Giai đoạn đầu của chuyến tuần tra đầu tiên của nó được dành cho việc bảo vệ hạm đội đang tham gia Trận Midway mang tính quyết định. Vào ngày 4 tháng 6, nó chứng kiến hai tàu sân bay đối phương bốc cháy do trúng bom, nhưng không thể tiếp cận để kết liễu chúng vì không quân đối phương hoạt động tích cực; cũng trong ngày hôm đó nó bị máy bay đối phương bắn phá và phải chịu đựng khoảng 170 quả bom và mìn sâu từ máy bay và tàu hộ tống đối phương. Sang ngày hôm sau, nó lại phải lặn khẩn cấp để né tránh máy bay ném bom đối phương, rồi quay trở về Midway để tiếp liệu trước khi tiếp nối chuyến tuần tra vào ngày 12 tháng 6. Nó đã gây hư hại cho hai tàu buôn trước khi quay trở về Trân Châu Cảng vào ngày 30 tháng 7.

#### Chuyến tuần tra thứ hai và thứ ba
Trong chuyến tuần tra thứ hai từ ngày 28 tháng 8 đến ngày 9 tháng 10, Grouper đã đánh chìm chiếc tàu chở hàng Tone Maru (4.70 tấn) vào ngày 21 tháng 9, và chiếc Lisbon Maru (7.053 tấn) vào ngày 1 tháng 10. Mãi sau chiến tranh mới phát hiện rằng Lisbon Maru đang vận chuyển 1.800 tù binh chiến tranh người Anh từ Hong Kong; và trên 800 người đã thiệt mạng do vụ đắm tàu này. Trong chuyến tuần tra thứ ba từ ngày 12 tháng 11 đến ngày 31 tháng 12, nó đánh chìm chiếc Bandoeng Maru (4.003 tấn), một tàu chở hành khách đang vận chuyển binh lính tăng viện sang khu vực quần đảo Solomon vào ngày 17 tháng 12. Nó kết thúc chuyến tuần tra tại Brisbane, Australia.

### 1943

#### Chuyến tuần tra thứ tư
Trong chuyến tuần tra thứ tư từ ngày 21 tháng 1 đến ngày 18 tháng 3, 1943, Grouper giải cứu một phi công bị thất lạc trong nhiều ngày trên đảo Rengi, gần đảo Rob Roy thuộc quần đảo Solomon. Nó cũng trinh sát nhiều điểm bố trí radar của đối phương tại khu vực Solomon.

#### Chuyến tuần tra thứ năm đến thứ tám
Trong suốt bốn chuyến tuần tra tiếp theo, mặc dù thực hiện nhiều lượt tấn công, Grouper không tiêu diệt được thêm con tàu nào. Dù sao nó đã giúp đổ bộ một đội 50 người cùng 3.000 lb (1.400 kg) thiết bị lên đảo New Britain để tiến hành chiến tranh du kích, và giải cứu một phi công bị thất lạc trong gần ba tháng. Sau khi hoàn tất chuyến thứ tám, con tàu quay trở về Hoa Kỳ để đại tu, đi đến San Francisco, California vào ngày 19 tháng 10.

### 1944

#### Chuyến tuần tra thứ chín đến thứ mười hai
Hoàn tất việc đại tu và quay trở lại Trân Châu Cảng vào ngày 7 tháng 1, 1944, Grouper tiếp tục được sửa chữa trước khi lên đường vào ngày 22 tháng 5 cho chuyến tuần tra thứ chín. Nó đánh chìm chiếc Kumanoyama Maru (2.857 tấn) vào ngày 24 tháng 6, là chiến công sau cùng. Trong suốt ba chuyến tuần tra tiếp theo nó không bắt gặp mục tiêu, nên chuyển sang vai trò tìm kiếm-giải cứu hỗ trợ cho nhiều chiến dịch không kích, và đã giải cứu bảy phi công bị rơi xuống biển trong các cuộc không kích tại quần đảo Palau vào tháng 9.

### 1945 – 1949
Sau khi kết thúc chuyến tuần tra thứ mười hai tại Trân Châu Cảng vào ngày 26 tháng 4, 1945, Grouper lên đường đi San Francisco để đại tu rồi quay trở lại quần đảo Hawaii vào ngày 6 tháng 8. Tuy nhiên do Nhật Bản đã chấp nhận đầu hàng vào ngày 15 tháng 8, giúp chấm dứt vĩnh viễn cuộc xung đột, kế hoạch cho chuyến tuần tra tiếp theo bị hủy bỏ, và nó cùng các tàu ngầm Toro (SS-422) và Blackfish (SS-221) lên đường vào ngày 9 tháng 9 để đi sang New London, Connecticut tại vùng bờ Đông Hoa Kỳ.
Trong bốn năm tiếp theo, Grouper hoạt động tại chỗ và thực hành huấn luyện dọc bờ biển Đại Tây Dương cho đến và vùng biển Caribe. Nó là chiếc tàu ngầm đầu tiên được trang bị một Trung tâm Thông tin Tác chiến (CIC: Combat Information Center) vào năm 1946; và một năm sau đó là tàu ngầm đầu tiên thả và thu hồi người nhái trong khi di chuyển dưới nước.

### 1950 – 1957
Vào ngày 5 tháng 3, 1950, Grouper đi vào Xưởng hải quân Mare Island để cải biến theo đề án SCB 58, trở thành chiếc tàu ngầm tìm-diệt tàu ngầm đầu tiên. Nó được xếp lại lớp với ký hiệu lườn mới SSK-214 vào ngày 2 tháng 1, 1951, được trang bị ống hơi cùng những thiết bị sonar và radar tiên tiến hơn, rồi rời xưởng tàu vào ngày 27 tháng 6, 1951.
Trong tám năm tiếp theo, trong thành phần Đội Phát triển Tàu ngầm 2, Grouper tham gia phát triển và thử nghiệm các chiến thuật chống tàu ngầm, hoạt động dọc theo vùng bờ Đông trải rộng từ Nova Scotia cho đến Florida cũng như tham gia các đợt thực hành tại vùng biển Caribe. Vào các năm 1953 và 1955, các cuộc tập trận đã đưa chiếc tàu ngầm vượt Đại Tây Dương sang Rothesay, Scotland ngang qua Iceland. Đến mùa Thu năm 1957, nó tham gia các cuộc tập trận trong khuôn khổ Khối NATO.

### 1958 – 1968

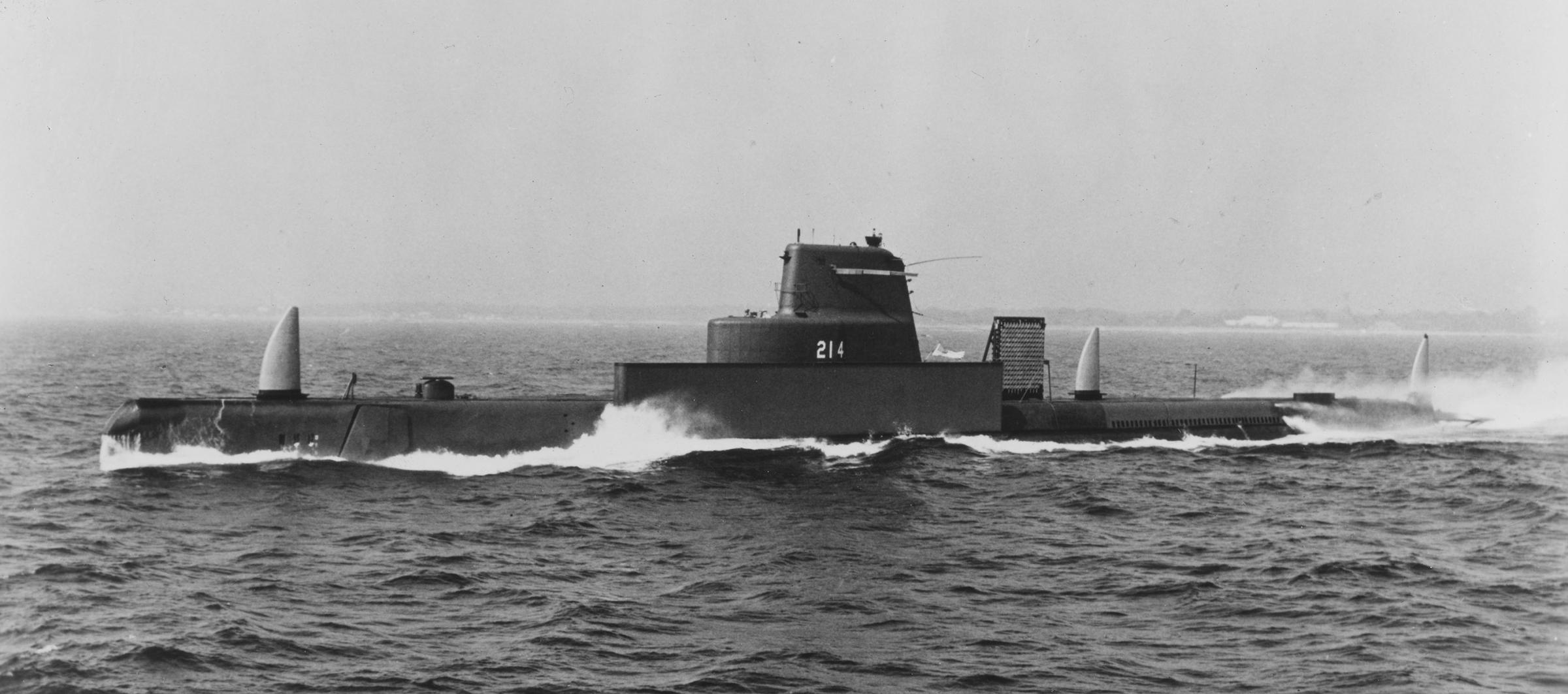
Grouper sau khi cải biến thành một tàu ngầm nghiên cứu.

Sau khi được xếp lại lớp như một tàu ngầm phụ trợ với ký hiệu lườn mới AGSS-214 vào ngày 17 tháng 5, 1958, Grouper đi đến Xưởng hải quân Portsmouth vào ngày 28 tháng 11, 1959 để được cải biến rộng rãi. Phòng ngư lôi trước mũi được chuyển đổi thành một phòng thí nghiệm nổi, bố trí nơi làm việc và chỗ nghỉ cho các nhà khoa học, và thêm nhiều dụng cụ sonar được trang bị phía trên tàu. Nó rời Portsmouth vào ngày 23 tháng 6, 1960 để bắt đầu phục vụ như một phòng thí nghiệm nổi cùng với Phòng thí nghiệm Nghiên cứu và Thủy âm Hải quân, hoạt động chủ yếu nhắm vào nghiên cứu truyền dẫn âm thanh dưới nước và thực hiện các chuyến đi đến vùng biển Caribe và Bermuda, cho dù vẫn đặt cảng nhà tại New London và tham gia các hoạt động cho đến tận Nova Scotia.
Vào tháng 12, 1962, Grouper đi vào Xưởng hải quân Philadelphia để đại tu và cải biến cho phù hợp với nhiệm vụ, rồi rời xưởng tàu vào tháng 5, 1963. Đến tháng 5, 1965, nó phá kỷ lục của tàu ngầm O-4 (SS-65) để trở thành chiếc tàu ngầm có thời gian phục vụ lâu nhất cùng Hải quân Hoa Kỳ. Sau khi tiếp nối những nghiên cứu trong lĩnh vực truyền âm dưới nước, đến tháng 11, 1965, nó lại đi vào Xưởng hải quân Philadelphia để đại tu và tiếp tục nâng cấp thiết bị để công việc hiệu quả hơn. Nó rời Philadelphia vào ngày 1 tháng 5, 1966, đi đến New London vào ngày 1 tháng 6, và tiếp tục đi sang vùng biển Caribe để tiếp tục nghiên cứu. Nó đi đến vịnh Narragansett và hai lần đi sang vùng biển Bermuda trong năm 1966.
Grouper được cho xuất biên chế đồng thời rút tên khỏi danh sách Đăng bạ Hải quân vào ngày 2 tháng 12, 1968. Con tàu bị bán để tháo dỡ vào ngày 11 tháng 8, 1970.

## Phần thưởng
Grouper được tặng thưởng mười Ngôi sao Chiến trận do thành tích phục vụ trong Thế Chiến II. Nó được ghi công đã đánh chìm bốn tàu Nhật Bản với tổng tải trọng 17.983 tấn.
|                           |  |  |
| Silver star · Silver star |  |  |

| Dãi băng Hiệu quả Chiến trận với một dấu "E"                             | Dãi băng Hiệu quả Chiến trận với một dấu "E" | Huân chương Chiến dịch Hoa Kỳ        | Huân chương Chiến dịch Hoa Kỳ         |
| Huân chương Chiến dịch Châu Á-Thái Bình Dương với 10 Ngôi sao Chiến trận | Huân chương Chiến thắng Thế Chiến II         | Huân chương Chiến thắng Thế Chiến II | Huân chương Phục vụ Phòng vệ Quốc gia |